# Бернхард IV (Липе)
Бернхард IV фон Липе (на немски: Bernhard IV zur Lippe; * ок. 1230/1234 в Браке при Билефелд; † между 3 май и 28 юни 1275) от фамилията Липе е владетел на господство Липе от 1265 до 1273 г. и на господство Реда от 1254 г.
Той е най-възрастният син на Бернхард III фон Липе (* ок. 1194; † ок. 1265) и съпругата му графиня София ван Куик-Арнсберг и фон Ритберг (* ок. 1210; † ок. 1245); наследничка на господство Реда, дъщеря на граф Готфрид II фон Арнсберг и фон Ритберг (* 1157; † 1235).
През 1254 г. той поема управлението на Реда и през 1265 г. последва баща си като регент на Дом Липе. Брат му Херман III получава територията около град Липщат.
Заедно с чичо си, епископ Симон I фон Падерборн, участва през 1267 г. в битката при Цюлпих против Дом Юлих, в която чичо му е пленен. Той го освобождава през 1269 г. и фамилията Дом Липе получава задължения.
Известно време от 1249 г. той е опекун на Ото III, Лудвиг и Йохан от фамилията Равенсберг.
Бернхард е погребан в манастир Мариенфелд, днес в Харзевинкел..

## Фамилия
Бернхард IV се жени през 1260 г. за графиня Агнес фон Клеве (* 1232; † 1 август 1285), дъщеря на граф Дитрих IV фон Клеве и на Хедвиг фон Майсен. Те имат децата:

- Симон I (1261 – 1344), женен пр. август 1282 г. за графиня Аделхайд фон Валдек († 1339/1342)
- Елизабет (* ок. 1273; † сл. 22 септември 1325), омъжена пр. 17 март 1295 г.за граф Хайнрих III фон Золмс-Браунфелс († 1311/1312)
- Агнес († сл. 1344), омъжена за Ведекинд фон Шалксберг († 1351)

Агнес фон Клеве се омъжва втори път 1275 г. за Рудолф II фон Дипхолц († 1303/1304).